# Zale edusinoides
Zale edusinoides là một loài bướm đêm trong họ Erebidae.